# Polygala sinisica
La poligala del Sinis (Polygala sinisica Arrigoni, 1983) è una specie di pianta erbacea perenne appartenente alla famiglia delle Polygalaceae. Non è noto l'esatto numero di individui che ne compongono l'esigua popolazione.

## Descrizione

### Portamento
I fusticini raggiungono un'altezza compresa tra i ed i 15 ed i 20 centimetri e con portamento quasi eretto. Le parti apicali posso giungere al terreno. Gli steli sono prevalentemente glabri o, al più, leggermente ricoperti da una finissima peluria.

### Foglie
Le foglie sono alternate sul fusto, di piccole dimensioni e dalla forma lineare o lanceolata.

### Fiori
Le inflorescenze sono apicali e costituite da gruppetti di 15-20 piccoli fiori, di colore variabile dal rosa al blu e dotati di un corto gambo. Tre sepali sono piccoli e pelosi mentre gli altri due assumono la forma ellittica. I petali sono piccoli, di lunghezza compresa tra 11 e 12 millimetri. La fioritura avviene nel mese di maggio. Il frutto è una capsula entro la quale si formano i piccoli semi pelosi.

### Radici
L'apparato radicale è fittonante.

## Distribuzione e habitat
È una pianta endemica della Sardegna. Il suo habitat naturale è rappresentato dalle basse colline aride lungo la costa occidentale della provincia di Oristano, vegetando tra la sabbia e le pietre calcaree. Si trova associata ad altre specie endemiche della Sardegna come Arum pictum, Genista corsica, Ornithogalum biflorum, Bellium bellidioides e Romulea requienii, oltre ad altre specie di rilevante interesse botanico quali Helianthemum caput-felis, Viola arborescens e Coris monspeliensis.

Il suo attuale areale è rappresentato dalle coste tra Tharros e Capo Mannu, nella penisola del Sinis, per una superficie stimata di pochi ettari.

## Conservazione
A causa della perdita dell'habitat naturale e dell'impatto esercitato dall'uomo Polygala sinisica è classificata nella IUCN Red List come specie in pericolo critico di estinzione. La specie è stata inserita dalla IUCN nella lista delle 50 specie botaniche più minacciate della area mediterranea.
In Italia è inclusa nel Libro rosso delle piante d'Italia ed è indicata come specie vulnerabile. A livello regionale un progetto di legge che ne vietava la raccolta (così come di altre specie vegetali a rischio) fu proposto, ma non approvato, da alcuni componenti del consiglio regionale della Sardegna nel 2006.